# Berkan Burak Turan
Berkan Burak Turan (* 6. Juli 1998 in Trabzon) ist ein türkischer Fußballspieler.

## Karriere
Er spielte in seiner Jugend für Trabzonspor und unterschrieb 2017 bei Eyüpspor. In seiner ersten Saison kam er zu 15 Einsätzen und konnte sich behaupten.